# 勒梅尼勒加尼耶
勒梅尼勒加尼耶（法語：Le Mesnil-Garnier，法語發音：[lə mɛnil ɡaʁnje]）是法国芒什省的一个市镇，属于库唐斯区。

## 地理
勒梅尼勒加尼耶（48°51'55"N, 1°18'35"W）面积10.41 平方千米，位于法国诺曼底大区芒什省，该省份为法国西北部沿海省份，西、北、东北三面环大西洋，东起顺时针与卡爾瓦多斯省、奧恩省、马耶讷省和伊勒-维莱讷省接壤。
与勒梅尼勒加尼耶接壤的市镇（或旧市镇、城区）包括：拉布卢蒂耶尔、尚普勒皮、弗勒里、勒梅尼勒维勒芒、蒙泰居莱布瓦、谢讷河畔加夫赖。

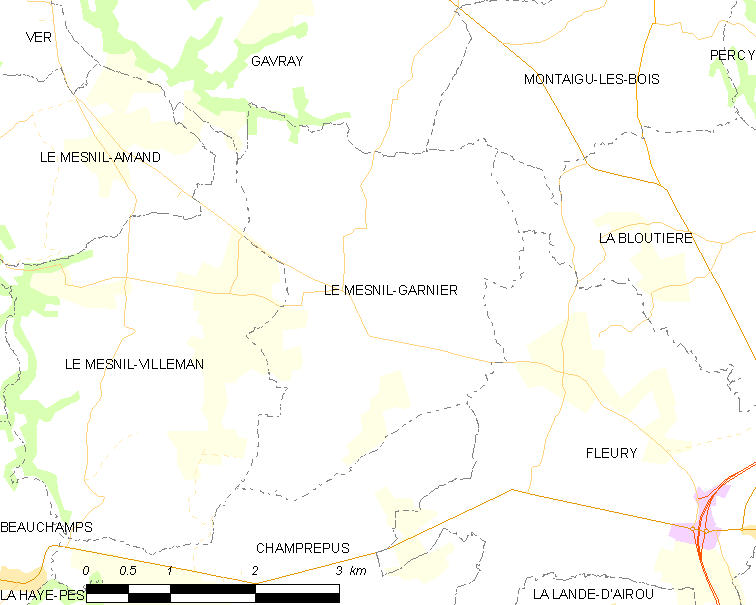
勒梅尼勒加尼耶的OSM定位图

勒梅尼勒加尼耶的时区为UTC+01:00、UTC+02:00（夏令时）。

## 行政
勒梅尼勒加尼耶的邮政编码为50450，INSEE市镇编码为50311。

## 政治
勒梅尼勒加尼耶所属的省级选区为谢讷河畔凯特勒维尔县。

## 人口

1962-2008年间勒梅尼勒加尼耶人口变化图示

勒梅尼勒加尼耶于2022年1月1日时的人口数量为222人。